# Aleksandrs (Zaķis)
Aleksandrs (světským jménem: Andrejs Zaķis; 18. září 1834, Puikules – 30. července 1899, Vitebsk) byl lotyšský duchovní Ruské pravoslavné církve a biskup polocký a vitebský.
Byl prvním lotyšským pravoslavným biskupem.

## Život
Narodil se 18. září 1834 ve farnosti Puikules do luteránské rolnické rodiny. Měl dvanáct sourozenců. K pravoslaví zřejmě přestoupili na konci 40. let 19. století, z důvodu záměru přesídlení baltských rolníků na území Ruska.
Základní vzdělání získal na místní volostní škole. Tuto školu navštívil biskup Platon (Goroděckij), který mu věnoval zvláštní pozornost. Díky biskupovi nastoupil 11. září 1851 na Rižské duchovní učiliště a následně na Rižský duchovní seminář. Po dokončení semináře se oženil.
Dne 26. srpna 1859 byl rukopoložen na jereje. Stal se knězem v chrámu Zesnutí přesvaté Bohorodice ve dnešní vesnici Pociems. O rok později se stal knězem v Lennewardenu. V tomto období mu náhle zemřela manželka.
Roku 1860 se stal učitelem v Rižském duchovním semináři. Roku 1861 nastoupil na studium Kyjevské duchovní akademie. Po dokončení akademie byl 27. července 1865 postřižen na monacha a přijal mnišské jméno Aleksandrs.
Dne 20. srpna 1865 začal vyučovat v semináři lotyštinu, poté ruštinu, teologii, homiletiku, historii a historii Ruska.
Od 31. prosince 1870 do 10. listopadu 1871 byl inspektorem semináře. Poté byl jmenován rektorem Mogilevského duchovního semináře s povýšením na archimandritu.
Roku 1883 byl jmenován biskupem ostrožským a vikář volyňské eparchie. Jako biskup projevil spolu s biskupem Palladijem (Gankevičem) zvláštní zájem o znovusjednocení Volyňských Čechů s pravoslavnou církví, se kterou se poté sjednotilo tisíce lidí.
Od 3. června 1890 byl biskupem archangelským a cholmogorským.
Klimatické podmínky severu nepříznivě ovlivnily jeho zdraví, proto požádal Nejsvětější synod aby ho poslal do jednoho z moskevských monastýrů. Dne 16. dubna 1893 byl penzionován do monastýru Simonov. Dne 3. září 1893 byl ustanoven biskupem polockým.
Dne 24. října 1893 vykonal chrámu Vzkříšení Krista ve Vitebsku první bohoslužbu v lotyštině. Položil základy široké misie mezi Lotyši.
Vyznačoval se dobrosrdečností, přátelskostí a láskou k dětem.
Zemřel po dlouhé nemoci 18. července 1899 ve Vitebsku. Pohřben byl ve vitebském chrámu svatého Mikuláše.